# Elektronegativitás
Az elektronegativitás (EN) a kovalens kötésben részt vevő atomoknak az a képessége, hogy a molekulán belül vonzzák a kovalens kötést létrehozó elektronpárt (elektronvonzó képesség). Kísérleti úton meghatározott szám, mely önmagában nem hordoz kémiai értelmet, mindig más atom elektronegativitásához kell viszonyítani. Mivel viszonyszám, mértékegysége nincs.
A legtöbbet használt elektronegativitási rendszer a Pauling-féle elektronegativitási rendszer. E számítási mód szerint az elektronegativitás értéke 0 és 3,98 közötti lehet. A Pauling-féle EN skála alapján a lítium EN-értéke 0,98, a fluor EN-értéke 3,98, a többi atom EN-értékét ezekhez viszonyítva állapították meg.

## Felhasználása

### Molekulák polaritásának, illetve a pólusok helyének megállapítása
A kovalens kötésben a negatív töltésű kötő elektronpár, illetve elektronpárok mindig a nagyobb elektronegativitású atomhoz közelebb helyezkednek el. A molekula részleges (parciális) negatív pólusa tehát a nagyobb elektronegativitású atom oldalán, a parciális pozitív pólusa pedig a kisebb elektronegativitású atom oldalán lesz. Az ilyen molekulákat poláris molekuláknak nevezzük. Poláris molekula például a vízmolekula, vagy a hidrogén-klorid molekula.
Ha két atom elektronegativitása megegyezik, akkor a kötő elektron, illetve elektronpárok pontosan középen helyezkednek el, a molekula apoláris molekula lesz. Így az egyféle atomot tartalmazó molekulák (például I2) mind apolárisak (speciális esetekben ez alól lehet kivétel, például a 3 oxigénatomból álló ózon V alakú molekulája poláris).

### Két atom között kialakuló kötés típusának meghatározása
Két adott atom között kialakuló kötés típusának meghatározásához szükséges a két atom elektronegativitásának összege (ΣEN) és különbsége (ΔEN).
- Ha ΣEN kicsi és ΔEN kicsi, akkor fémes kötés jön létre.
- Ha ΣEN nagy és ΔEN kicsi, akkor kovalens kötés jön létre.
- ΔEN nagy, akkor ionos kötés jön létre.

Az elektronegativitás segítségével meghatározható, hogy egy atom képes-e hidrogénkötés kialakítására. Csak a három legnagyobb elektronegativitású elem (fluor, oxigén, nitrogén) képes erre.

## Az elemek elektronegativitása
Az elektronegativitás az elektronaffinitástól és az ionizációs energiától függ. Annak az elemnek, melynek nagy az elektronaffinitása és nagy az ionizációs energiája, nagy az elektronegativitása is.

### Tendenciák a periódusos rendszerben
A periódusos rendszerben az elektronegativitás értéke a főcsoportszám növekedésével (balról jobbra) nő, a periódusszám növekedésével (föntről lefelé) csökken. A nemesgázoknak sokáig nem volt értelmezve az elektronegativitásuk, mivel nagyon nehezen lépnek reakcióba. Az újabb kísérletek segítségével már sikerült ezek elektronegativitását is meghatározni.
| → Atomsugár nő → Ionizációs energia nő → Elektronegativitás nő → | → Atomsugár nő → Ionizációs energia nő → Elektronegativitás nő → | → Atomsugár nő → Ionizációs energia nő → Elektronegativitás nő → | → Atomsugár nő → Ionizációs energia nő → Elektronegativitás nő → | → Atomsugár nő → Ionizációs energia nő → Elektronegativitás nő → | → Atomsugár nő → Ionizációs energia nő → Elektronegativitás nő → | → Atomsugár nő → Ionizációs energia nő → Elektronegativitás nő → | → Atomsugár nő → Ionizációs energia nő → Elektronegativitás nő → | → Atomsugár nő → Ionizációs energia nő → Elektronegativitás nő → | → Atomsugár nő → Ionizációs energia nő → Elektronegativitás nő → | → Atomsugár nő → Ionizációs energia nő → Elektronegativitás nő → | → Atomsugár nő → Ionizációs energia nő → Elektronegativitás nő → | → Atomsugár nő → Ionizációs energia nő → Elektronegativitás nő → | → Atomsugár nő → Ionizációs energia nő → Elektronegativitás nő → | → Atomsugár nő → Ionizációs energia nő → Elektronegativitás nő → | → Atomsugár nő → Ionizációs energia nő → Elektronegativitás nő → | → Atomsugár nő → Ionizációs energia nő → Elektronegativitás nő → | → Atomsugár nő → Ionizációs energia nő → Elektronegativitás nő → | → Atomsugár nő → Ionizációs energia nő → Elektronegativitás nő → | → Atomsugár nő → Ionizációs energia nő → Elektronegativitás nő → |
| ---------------------------------------------------------------- | ---------------------------------------------------------------- | ---------------------------------------------------------------- | ---------------------------------------------------------------- | ---------------------------------------------------------------- | ---------------------------------------------------------------- | ---------------------------------------------------------------- | ---------------------------------------------------------------- | ---------------------------------------------------------------- | ---------------------------------------------------------------- | ---------------------------------------------------------------- | ---------------------------------------------------------------- | ---------------------------------------------------------------- | ---------------------------------------------------------------- | ---------------------------------------------------------------- | ---------------------------------------------------------------- | ---------------------------------------------------------------- | ---------------------------------------------------------------- | ---------------------------------------------------------------- | ---------------------------------------------------------------- |
| Csoport → (oszlopok)                                             | 1                                                                | 2                                                                | 3                                                                | 4                                                                | 5                                                                | 6                                                                | 7                                                                | 8                                                                | 9                                                                | 10                                                               | 11                                                               | 12                                                               | 13                                                               | 14                                                               | 15                                                               | 16                                                               | 17                                                               | 18                                                               |                                                                  |
| Periódus (sorok) ↓                                               |                                                                  |                                                                  |                                                                  |                                                                  |                                                                  |                                                                  |                                                                  |                                                                  |                                                                  |                                                                  |                                                                  |                                                                  |                                                                  |                                                                  |                                                                  |                                                                  |                                                                  |                                                                  |                                                                  |
| 1                                                                | H 2,20                                                           |                                                                  |                                                                  |                                                                  |                                                                  |                                                                  |                                                                  |                                                                  |                                                                  |                                                                  |                                                                  |                                                                  |                                                                  |                                                                  |                                                                  |                                                                  |                                                                  | He                                                               |                                                                  |
| 2                                                                | Li 0,98                                                          | Be 1,57                                                          |                                                                  |                                                                  |                                                                  |                                                                  |                                                                  |                                                                  |                                                                  |                                                                  |                                                                  |                                                                  | B 2,04                                                           | C 2,55                                                           | N 3,04                                                           | O 3,44                                                           | F 3,98                                                           | Ne                                                               |                                                                  |
| 3                                                                | Na 0,93                                                          | Mg 1,31                                                          |                                                                  |                                                                  |                                                                  |                                                                  |                                                                  |                                                                  |                                                                  |                                                                  |                                                                  |                                                                  | Al 1,61                                                          | Si 1,90                                                          | P 2,19                                                           | S 2,58                                                           | Cl 3,16                                                          | Ar                                                               |                                                                  |
| 4                                                                | K 0,82                                                           | Ca 1,00                                                          | Sc 1,36                                                          | Ti 1,54                                                          | V 1,63                                                           | Cr 1,66                                                          | Mn 1,55                                                          | Fe 1,83                                                          | Co 1,88                                                          | Ni 1,91                                                          | Cu 1,90                                                          | Zn 1,65                                                          | Ga 1,81                                                          | Ge 2,01                                                          | As 2,18                                                          | Se 2,55                                                          | Br 2,96                                                          | Kr 3,00                                                          |                                                                  |
| 5                                                                | Rb 0,82                                                          | Sr 0,95                                                          | Y 1,22                                                           | Zr 1,33                                                          | Nb 1,6                                                           | Mo 2,16                                                          | Tc 1,9                                                           | Ru 2,2                                                           | Rh 2,28                                                          | Pd 2,20                                                          | Ag 1,93                                                          | Cd 1,69                                                          | In 1,78                                                          | Sn 1,96                                                          | Sb 2,05                                                          | Te 2,1                                                           | I 2,66                                                           | Xe 2,67                                                          |                                                                  |
| 6                                                                | Cs 0,79                                                          | Ba 0,89                                                          | *                                                                | Hf 1,3                                                           | Ta 1,5                                                           | W 2,36                                                           | Re 1,9                                                           | Os 2,2                                                           | Ir 2,20                                                          | Pt 2,28                                                          | Au 2,54                                                          | Hg 2,00                                                          | Tl 1,62                                                          | Pb 2,33                                                          | Bi 2,02                                                          | Po 2,0                                                           | At 2,2                                                           | Rn 2,2                                                           |                                                                  |
| 7                                                                | Fr >0,79                                                         | Ra 0,9                                                           | **                                                               | Rf                                                               | Db                                                               | Sg                                                               | Bh                                                               | Hs                                                               | Mt                                                               | Ds                                                               | Rg                                                               | Cn                                                               | Nh                                                               | Fl                                                               | Mc                                                               | Lv                                                               | Ts                                                               | Og                                                               |                                                                  |
|                                                                  |                                                                  |                                                                  |                                                                  |                                                                  |                                                                  |                                                                  |                                                                  |                                                                  |                                                                  |                                                                  |                                                                  |                                                                  |                                                                  |                                                                  |                                                                  |                                                                  |                                                                  |                                                                  |                                                                  |
| Lantanoidák                                                      | *                                                                | La 1,1                                                           | Ce 1,12                                                          | Pr 1,13                                                          | Nd 1,14                                                          | Pm 1,13                                                          | Sm 1,17                                                          | Eu 1,2                                                           | Gd 1,2                                                           | Tb 1,1                                                           | Dy 1,22                                                          | Ho 1,23                                                          | Er 1,24                                                          | Tm 1,25                                                          | Yb 1,1                                                           | Lu 1,27                                                          |                                                                  |                                                                  |                                                                  |
| Aktinoidák                                                       | **                                                               | Ac 1,1                                                           | Th 1,3                                                           | Pa 1,5                                                           | U 1,38                                                           | Np 1,36                                                          | Pu 1,28                                                          | Am 1,13                                                          | Cm 1,28                                                          | Bk 1,3                                                           | Cf 1,3                                                           | Es 1,3                                                           | Fm 1,3                                                           | Md 1,3                                                           | No 1,3                                                           | Lr 1,291                                                         |                                                                  |                                                                  |                                                                  |

Az egyes elemcsoportok elektronegativitás szerint, növekvő sorrendben:
- alkálifémek (legkisebb)
- alkáliföldfémek
- átmenetifémek
- földfémek
- széncsoport
- nitrogéncsoport
- oxigéncsoport
- halogének (legnagyobb)

A legnagyobb elektronegativitású elem a fluor (3,98).